# Списак градова у Србији
Градови у Србији су територијалне јединице утврђене Законом о територијалној организацији Републике Србије, која представља економски, административни, географски и културни центар ширег подручја и има више од 100.000 становника.
Територија за коју се образује град, представља природну географску целину, економски повезан простор који поседује изграђену комуникацију међу насељеним местима са седиштем града као гравитационим центром. Градови уживају посебан статус аутономије и самоуправе, јер имају сопствене градске скупштине и извршне органе, као и градоначелника, који се бира директно од стране грађана на локалним изборима. Такође, председници општина често се у свакодневном говору називају „градоначелницима“.
Према изменама и допунама Закона о територијалној организацији Републике Србије донетом јуна 2018, Република Србија има 28 градова, док главни град Београд има посебан статус. Као и општина, територија града се састоји од ужег градског подручја и околних села (на пример, територија града Суботице обухвата сам град Суботицу и околна села). Главни град Београд је једини град који има статус округа. Сви остали градови су на нивоу општина и припадају одређеном округу.
Град може, али и не мора бити подељен на градске општине. Пет градова, (Београд, Врање, Ниш, Пожаревац и Ужице) састоје се из неколико градских општина. Надлежности градова и градских општина су подељене. Градске општине ових градова такође имају своје скупштине и друге овлашћења. Највећа градска општина по броју становника је Нови Београд (209.763 становника).
Град Крагујевац је имао своје градске општине од 2002. до 2008. године, када су оне укинуте. Нови Сад је некада формално био подељен на градске општине Нови Сад и Петроварадин, али је у марту 2019. године усвојен нови статут града којим су све општине укинуте.
Нови Сад и Приштина су центри аутономних покрајина Србије: Војводине и Косова и Метохије. Међутим, Приштина је под контролом власти делимично признате Републике Косово и њен је главни град. Контролу над градом српске власти изгубиле су у јуну 1999. године, када су након агресије НАТО-а против Југославије Војска и Министарство унутрашњих послова Савезне Републике Југославије напустили град, а такође је дошло до масовног одласка Срба, Црногораца и Рома који су напуштали покрајину.
Градови у Републици Србији према Закону о територијалној организацији Републике Србије су:
| Грб | Град              | Број становника (2022) | Број становника (2022) | Површина () | Густина насељености (ст./) | Фотографија                        |
| Грб | Град              | Уже подручје           | Шире подручје          | Површина () | Густина насељености (ст./) | Фотографија                        |
| --- | ----------------- | ---------------------- | ---------------------- | ----------- | -------------------------- | ---------------------------------- |
|     | Београд           | 1.197.714              | 1.681.405              | 3.234       | 519,91                     | Народна скупштина Србије           |
|     | Бор               | 28.822                 | 40.845                 | 856         | 47,72                      | Панорама града                     |
|     | Ваљево            | 56.059                 | 82.169                 | 905         | 90,79                      | Стара чаршија                      |
|     | Врање             | 50.954                 | 74.381                 | 860         | 84,49                      | Зграда старог начелства            |
|     | Вршац             | 31.946                 | 45.462                 | 800         | 56,83                      | Градска кућа                       |
|     | Зајечар           | 32.448                 | 47.991                 | 1.069       | 44,89                      | Скупштина општине Зајечар          |
|     | Зрењанин          | 67.129                 | 105.722                | 1.327       | 79,67                      | Трг слободе                        |
|     | Јагодина          | 34.892                 | 64.644                 | 470         | 137,54                     | Центар Јагодине                    |
|     | Кикинда           | 32.084                 | 49.326                 | 782         | 63,08                      | Центар Кикинде                     |
|     | Крагујевац        | 146.315                | 171.186                | 835         | 205,01                     | Трг Радомира Путника               |
|     | Краљево           | 57.432                 | 110.196                | 1.530       | 72,02                      | Народни музеј                      |
|     | Крушевац          | 68.119                 | 113.582                | 854         | 133,00                     | Панорама града                     |
|     | Лесковац          | 58.338                 | 123.950                | 1.025       | 120,93                     | Централни парк                     |
|     | Лозница           | 19.515                 | 72.062                 | 612         | 117,75                     | Панорама града                     |
|     | Ниш               | 182.797                | 249.501                | 596         | 418,63                     | Панорама града                     |
|     | Нови Пазар        | 71.462                 | 106.720                | 742         | 143,83                     | Панорама града                     |
|     | Нови Сад          | 306.702                | 368.967                | 699         | 527,85                     | Градска кућа                       |
|     | Панчево           | 73.401                 | 115.454                | 756         | 152,72                     | Зграда Магистрата                  |
|     | Пирот             | 34.942                 | 49.601                 | 1.232       | 40,26                      | Панорама града                     |
|     | Пожаревац         | 42.530                 | 68.648                 | 477         | 143,92                     | Народни музеј                      |
|     | Приштина          | −                      | −                      | 572         | −                          | Панорама града                     |
|     | Прокупље          | 24.627                 | 38.054                 | 759         | 50,14                      | Зграда општине                     |
|     | Смедерево         | 59.261                 | 97.930                 | 484         | 202,33                     | Смедеревска тврђава                |
|     | Сомбор            | 41.814                 | 70.818                 | 1.216       | 58,24                      | Градска кућа                       |
|     | Сремска Митровица | 36.764                 | 72.580                 | 762         | 95,25                      | Остаци Сирмијума у градском језгру |
|     | Суботица          | 88.752                 | 123.952                | 1.007       | 123,09                     | Трг слободе                        |
|     | Ужице             | 48.539                 | 69.997                 | 667         | 104,94                     | Панорама града                     |
|     | Чачак             | 69.598                 | 105.612                | 636         | 166,06                     | Хотел Београд у Чачку              |
|     | Шабац             | 51.163                 | 105.432                | 797         | 132,29                     | Градски трг                        |

## Карта
Градови са бројем становника:
- — од 10.000 до 49.999 особа
- — од 50.000 до 99.999 особа
- — од 100.000 до 999.999 особа
- — 1.000.000 особа и више

| БеоградЧачакЈагодинаКраљевоКрагујевацКрушевацЛесковацЛозницаНови ПазарНови СадНишПанчевоПожаревацПриштинаСмедеревоСомборСремска МитровицаСуботицаШабацУжицеВаљевоВрањеЗајечарЗрењанинПиротКикиндаВршацБорПрокупље |